# Clarkia exilis
Clarkia exilis är en dunörtsväxtart som beskrevs av H. Lewis och Vasek. Clarkia exilis ingår i släktet clarkior, och familjen dunörtsväxter. Inga underarter finns listade i Catalogue of Life.

## Bildgalleri

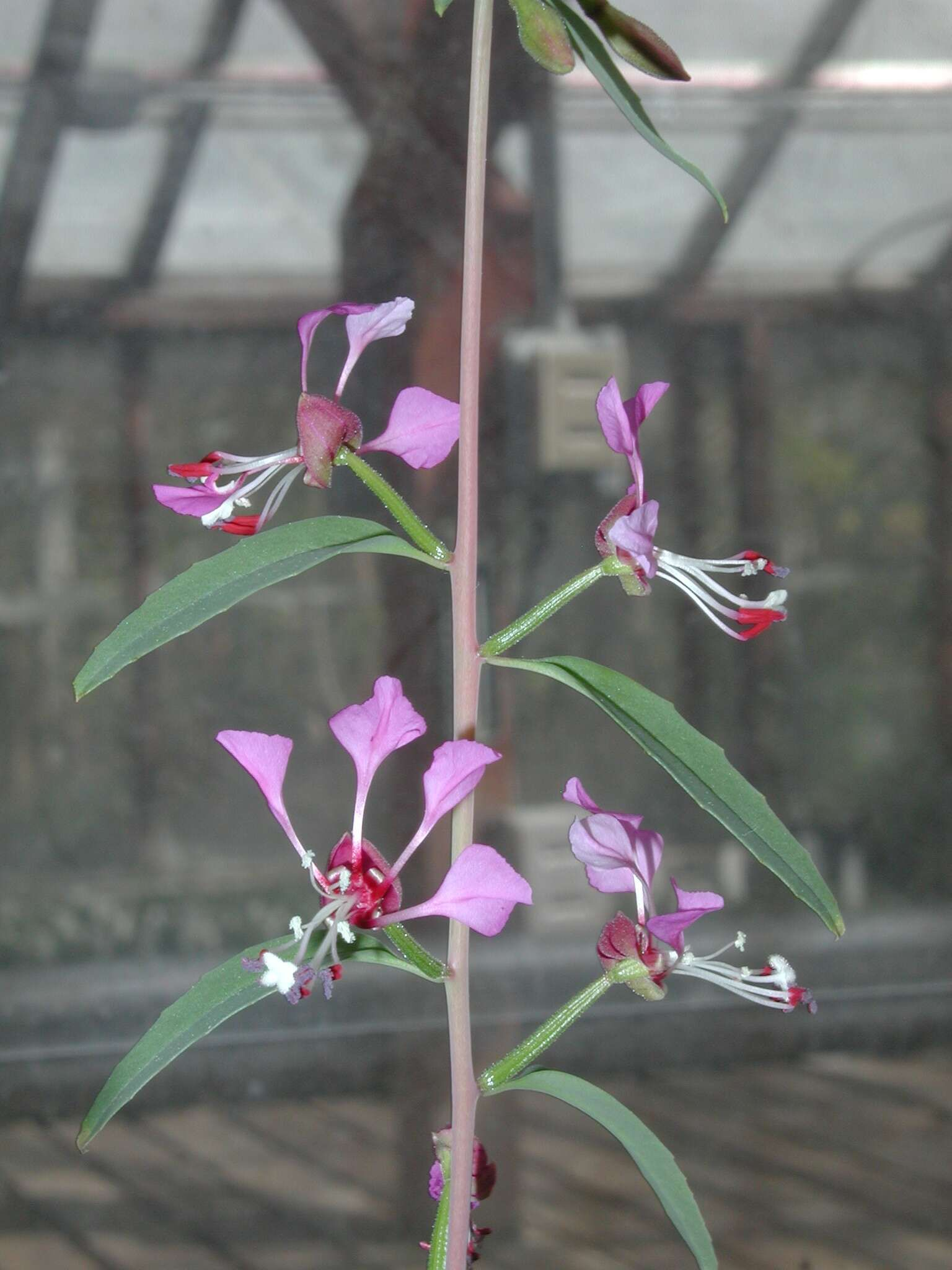